# Schnelleinsatzgruppe Gefährliche Stoffe und Güter
Eine Schnelleinsatzgruppe Gefährliche Stoffe und Güter (SEG-GSG oder SEG-CBRN(E), sehr vereinzelt auch SEG-Gefahrgut genannt) führt in Zusammenarbeit mit der Feuerwehr die Erstversorgung an kontaminierten Verletzten durch und hilft bei der Dekontamination. Alles in allem ähnelt die Ausrüstung der anderer Einheiten des ABC-Dienstes, jedoch mit Schwerpunkt auf der Rettung und notfallmedizinischen Versorgung von verunglückten Personen. 
Da in vielen Feuerwehren keine weitreichenden medizinischen Kenntnisse vorhanden sind und Sanitäter im Regelfall über keine adäquate Schutzausrüstungen für ABC-Einsätze verfügen, entstand die Idee für eine entsprechende Schnelleinsatzgruppe. Die Einheit besteht aus schnell alarmierbaren Mitgliedern der Hilfsorganisationen mit medizinischer Ausbildung, die über eine Spezialausbildung für Gefährliche Stoffe und die erforderliche Schutzausrüstung sowie spezielles Material zur Patientenversorgung bzw. -dekontamination verfügen.
Nach bayerischer Maßgabe sollen entsprechende Einheiten Staffelstärke besitzen und sind dem Fachdienst CBRN(E) zugeordnet.